# Filipstads revir
Filipstads revir var ett skogsförvaltningsområde inom Bergslags överjägmästardistrikt och Värmlands län som omfattade Färnebo härad, nedre Älvdals härad med undantag av den del av Ekshärads socken, som är belägen väster om Klarälven, liksom Kungsskogens kronopark inom Färnebo, Väse och Ölme härader. Reviret, som är indelat i tre bevakningstrakter, omfattade 15 462 hektar allmänna skogar (1920), varav två kronoparker med en areal av 4 995 hektar.